# Ludger Schepers
Pour les articles homonymes, voir Ludger (homonymie).
Ludger Schepers, né le 18 avril 1953 à Oberhausen (Rhénanie-du-Nord-Westphalie, Allemagne), est un prélat catholique allemand, évêque auxiliaire d'Essen depuis 2008.

## Biographie

### Formation
Après ses études au gymnasium d'Oberhausen, Ludger Schepers entre au séminaire d'Essen. Il étudie alors la théologie et la philosophie catholique à l'université de Bochum et à celle de Fribourg.
Le 13 janvier 1978, il est ordonné diacre, puis, prêtre le 2 mars 1979, par Mgr Franz Hengsbach.
En 1994, il acquiert sa licence en droit canonique à l'université de Münster et, en 1995, il devient juge diocésain.

### Ministères
Entre 1979 et 1986, il exerce la charge de vicaire dans les paroisses Saint-Boniface à Essen et du Sacré-Cœur à Duisbourg. De 1986 à 1990, il était aumônier des jeunes de la ville d'Oberhausen et curé de la paroisse Saint-Antoine à Oberhausen-Alstaden. En août 1990, il est curé de la paroisse Saint-Jude à Duisbourg, qui fusionne ensuite avec celles de Saint-Nicolas et du Saint-Esprit.
En 2002, il devient doyen du doyenné de Duisbourg. Après la réorganisation des paroisses du diocèse d'Essen en 2006, il devient le premier curé de la paroisse, Saint-Jude Thaddée, nouvellement créée.
En août 2007, il est nommé chapelain d'honneur de Sa Sainteté par le Pape Benoît XVI.

### Épiscopat
Le 27 juin 2008, il est nommé évêque auxiliaire du diocèse d'Essen et évêque titulaire de Néapolis-en-Proconsulaire (de) par Benoît XVI.
Il est alors consacré évêque le 19 septembre 2008, en la cathédrale d'Essen, par Mgr Felix Genn, assisté de NNSS Franz Grave et Franz Vorrath (de).
Le même jour, il est nommé vicaire épiscopal par Mgr Genn, après avoir été nommé, le 5 septembre 2008, chanoine résident de la cathédrale d'Essen.

## Source
- (de) Cet article est partiellement ou en totalité issu de l’article de Wikipédia en allemand intitulé « Ludger Schepers » (voir la liste des auteurs).